# Blechnum molle
Blechnum molle är en kambräkenväxtart som först beskrevs av Barbara S. Parris, och fick sitt nu gällande namn av Maarten J.M. Christenhusz. Blechnum molle ingår i släktet Blechnum och familjen Blechnaceae. Inga underarter finns listade.